# Serendipita evanescens
Serendipita evanescens är en svampart som först beskrevs av Hauerslev, och fick sitt nu gällande namn av P. Roberts 1993. Serendipita evanescens ingår i släktet Serendipita, ordningen Auriculariales, klassen Agaricomycetes, divisionen basidiesvampar och riket svampar.   Inga underarter finns listade i Catalogue of Life.
I den svenska databasen Dyntaxa används istället namnet Exidiopsis evanescens för samma taxon.  Arten har ej påträffats i Sverige.